# 380-kV-Steiermarkleitung
 Als 380-kV-Steiermarkleitung wird die Hochspannungsleitung bezeichnet, welche zwischen Rotenturm im südlichen Burgenland und Zwaring-Pöls in der Steiermark verläuft. 

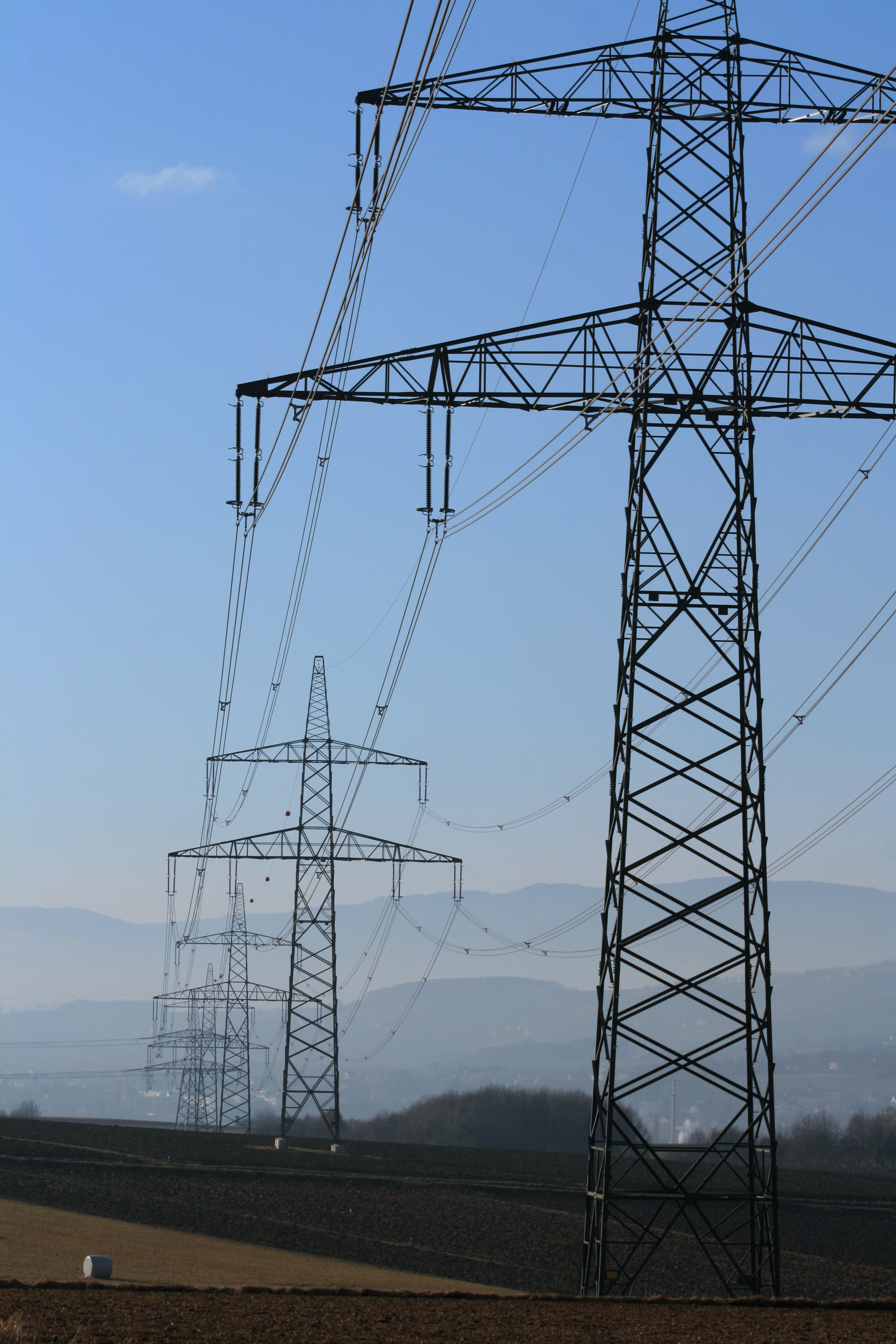
380-kV-Steiermarkleitung, Trassenverlauf bei Hartberg in Richtung Westen

Sie hat eine Länge von 97,778 km, besteht aus zwei Dreiphasenwechselstromsträngen und ist auf eine maximale Leistung von 3 GVA ausgelegt. Bei Betrieb mit maximaler Übertragungsleistung tritt je 100 km Leitungslänge eine Verlustleistung von ca. 30 MW auf, was einem Verlust von ca. 1 % entspricht.
Bei der 380-kV-Steiermarkleitung handelt sich um ein Gemeinschaftsprojekt der Austrian Power Grid AG (APG), der BEWAG NETZ GmbH und der Stromnetz Steiermark GmbH. Wie auch die projektierte 380-kV-Salzburgleitung bildet die 380-kV-Steiermarkleitung einen Abschnitt des geplanten österreichischen 380-kV-Hochspannungsrings. Die erste Einreichung des Projekts beim Wirtschaftsministerium war im Jahr 1984 gewesen.
Die in der Oststeiermark umstrittene Leitung ist als Freileitung konzipiert und ist seit dem 30. Juni 2009 fertiggestellt und in Betrieb. Die offizielle Eröffnung fand am 11. September 2009 mit Feierlichkeiten im Umspannwerk Gleisdorf in der Oststeiermark und im Umspannwerk Rotenturm im Südburgenland statt.